# Hermann Schaeffer

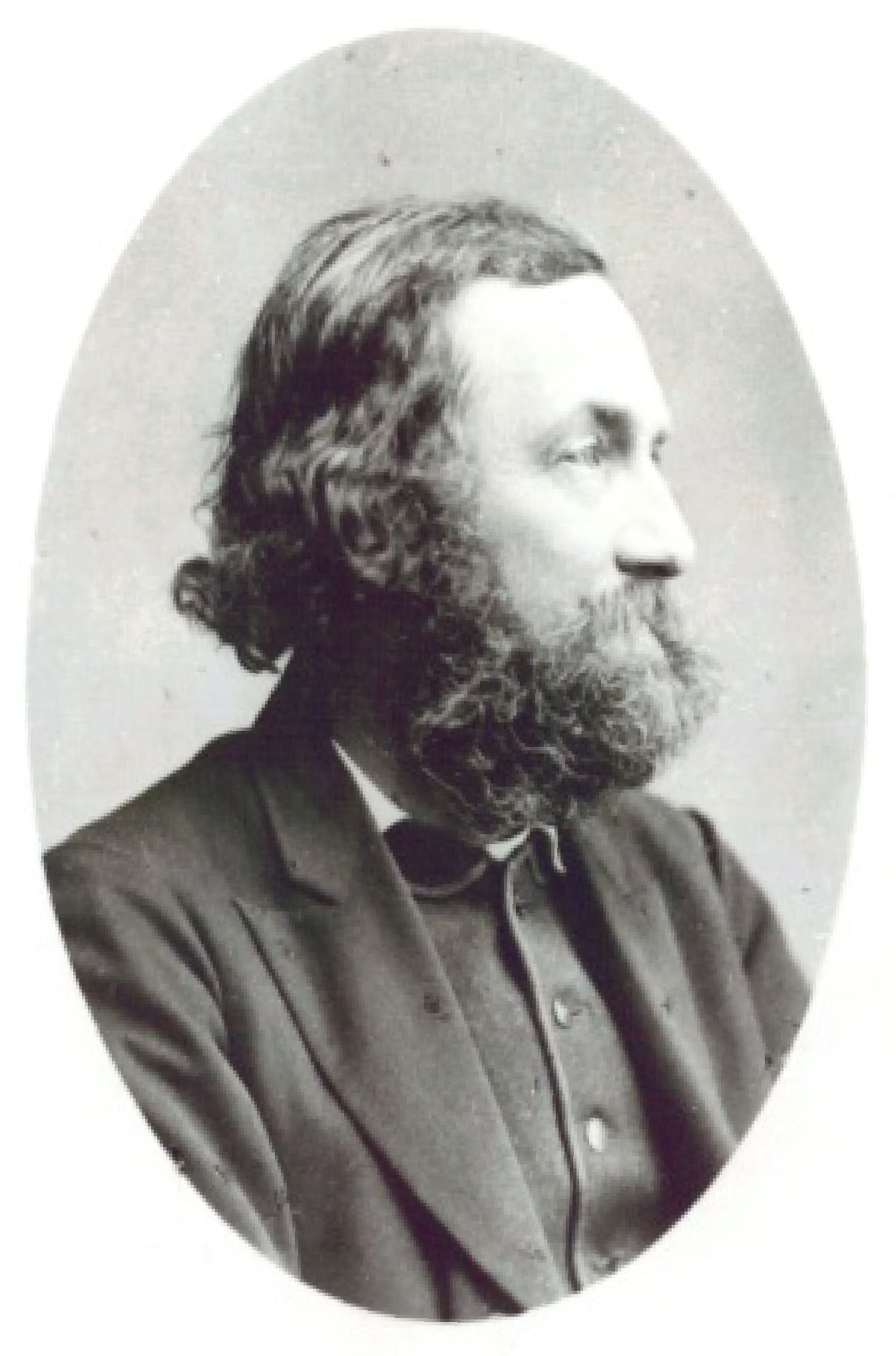
Hermann Schaeffer (Quelle: Professorengalerie der Physikalisch-Astronomischen Fakultät der Universität Jena)

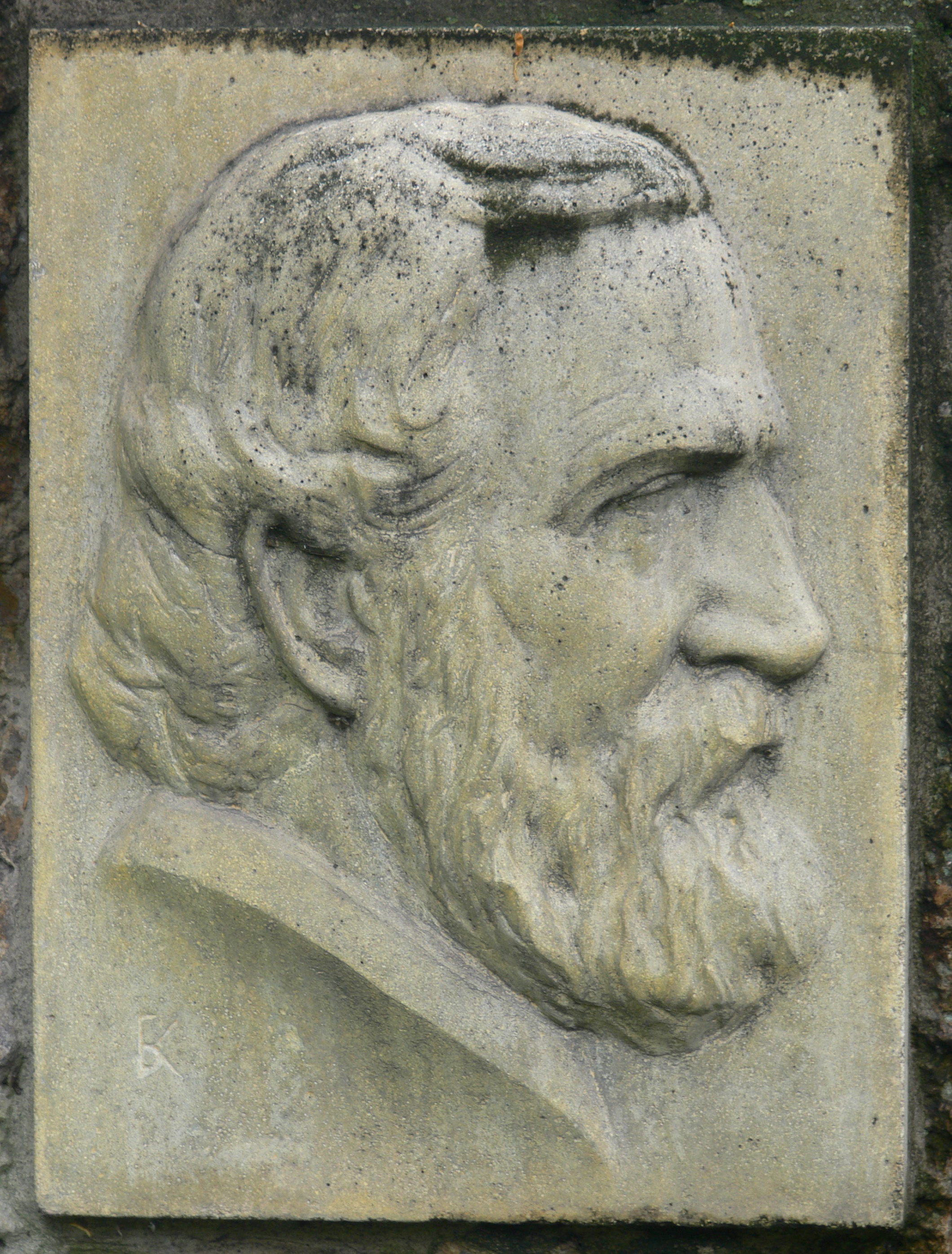
Portraitrelief am Denkmal für Hermann Schaeffer (Fürstengraben, Jena)

Hermann Karl Julius Traugott Schaeffer (* 6. August 1824 in Weimar; † 3. Februar 1900 in Jena) war ein Physiker, Mathematiker, Astronom und in diesen drei Disziplinen Professor an der Universität Jena.

## Leben
Als ältestes von vier Geschwistern wuchs Hermann Schaeffer im Wielandhaus in Weimar auf. Die Mutter Caroline Schaeffer war mit der Familie des Schriftstellers Christoph Martin Wieland verwandt. Der Vater, Kommissionsrath Karl Schaeffer, erzog seine Kinder sehr liberal und für alles Neue aufgeschlossen. Seine Kinder hielt er früh zum Basteln und Experimentieren an. Reichlich beschenkte er sie mit physikalischem und mathematischem Spielzeug.
Hermann Schaeffer erhielt zunächst Privatunterricht und besuchte dann das Gymnasium in Weimar. Besonders prägte ihn dort der Mathematik- und Physikunterricht Ludwig Albrecht Kunzes, der bei Jakob Friedrich Fries in Jena studiert hatte. Kunze legte besonderen Wert auf die Vermittlung der Geschichte und praktischen Bezüge der Mathematik.
Schaeffer studierte ab 1844 an der Universität Jena, 1846/47 in Dresden, Berlin und Leipzig. Dort besuchte er die mathematischen Lehrveranstaltungen von Peter Gustav Lejeune Dirichlet, Jakob Steiner, August Ferdinand Möbius und Moritz Wilhelm Drobisch. Nach seiner Rückkehr 1847 nach Jena promovierte er und habilitierte sich 1850 bei Karl Snell, bei dem er als Mitarbeiter blieb. Er wurde 1856 außerordentlicher Professor für Physik, Mathematik und Astronomie. Während seines Studiums wurde er Mitglied der Burschenschaft auf dem Fürstenkeller und später Ehrenmitglied der Burschenschaft Germania Jena.
Im Jahr 1857 wurde er zum Mitglied der Leopoldina gewählt. 1878 wurde er ordentlicher Honorarprofessor für Physik. Bekannt wurde Schaeffer vor allem als äußerst begabter Didaktiker und Wissenschaftspopularisator, der für eine Volksbildung ohne gesellschaftliche Grenzen eintrat.
Er baute als Hochschullehrer die experimentelle Physik aus und legte die erste Sammlung physikalischer Apparate und Versuchseinrichtungen an. Dazu nutzte er einen bescheidenen Etat von 40 Talern. Unter der Bezeichnung „physica pauperum“ („Physik der Armen“) sammelte er zahlreiche von ihm selbst entworfene und mit einfachsten Materialien gebaute Apparate und Modelle. Vor allem Lehrer und zukünftige Lehrer wollte er damit anleiten, selbst bei geringstem Budget der Schule noch vernünftigen und interessanten Unterricht zu gestalten. Er wollte Wissenschaft transparent als „Bildung für alle“ vermitteln. Dafür entwickelte er mit seinen naturwissenschaftlichen Fortbildungskursen Vorformen der Volkshochschule. In seinen öffentlichkeitswirksam inszenierten Veranstaltungen zeigte er sich als ein Lehrer, der die ihm zur Verfügung stehenden Medien geschickt einzusetzen wusste. Seit ihren Anfängen 1889 beteiligte sich Hermann Schaeffer an den von Wilhelm Detmer und Wilhelm Rein begründeten Fortbildungskursen für Lehrer, was damals in Deutschland eine Pionierleistung darstellte. Ganz im Sinne Schaeffers gelang es, diese mit der Zeit auch für die sonst als Nichtakademiker ausgeschlossenen Volksschullehrer zu öffnen.
Erstmals in Deutschland führte er in der Jenaer Garnisonskirche Foucaults Pendelversuch durch. Er verteilte Flugblätter um Erfindungen bekannt zu machen oder wies mit ihnen auf bemerkenswerte Gedanken hin. Gedenktafeln an den Jenaer Häusern sollten an deren berühmte Bewohner erinnern.
Besonders lag Schaeffer aber die „frühkindliche Bildung“ am Herzen. Selbst die Kleinsten sollten so früh wie möglich an Naturwissenschaft und Technik herangeführt werden. Auf den Straßen spielte er mit den Jenaer Kindern und erklärte ihnen die neuesten Errungenschaften der Technik. Er richtete in seiner Wohnung eigens ein mit „lehrreichem“ Spielzeug vollgepacktes Kinderzimmer ein. Spielen durften dort nicht nur die Kinder der eigenen Verwandtschaft und der Freunde. Oft lud er einfach Kinder aus Jena ein.
Mit der „Glasphysik“ schuf Schaeffer eine einzigartige Sammlung von Lehrmitteln, die er in den Glashütten des Thüringer Waldes herstellen ließ. Damit gelang ihm ein Höchstmaß an Transparenz, um auch die in den üblichen Lehrmitteln unsichtbaren Vorgänge zeigen zu können. Im Thüringer Wald schulte Hermann Schaeffer die Glasmacher, die die von ihm entworfenen Modelle und Geräte herstellten. Dabei hob er einen ganzen neuen Industriezweig, den Glasapparatebau in Thüringen, aus der Taufe. Seine Lehrveranstaltungen bereiteten den Grund für die Staatliche Fachschule für Glasinstrumentenbau in Ilmenau.
Obwohl Schaeffer sich persönlich nie politisch engagierte, stand er den liberalen Ideen der Revolution von 1848 nahe. Regelmäßig besuchte er die Montagsgesellschaft Ernst Abbes, in dem er über den Schüler und späteren Kollegen hinaus einen engen Freund gefunden hatte. Mit Gleichgesinnten hielt er dort, wie es hieß, die Ideale von 1848 hoch. Aus seiner Ablehnung  Bismarcks und Preußens machte er nie einen Hehl. Bismarck verzieh er die Einigung Deutschlands unter Ausschluss der großdeutschen Lösung nicht. Spätestens nach der Gründung des Deutschen Kaiserreiches 1871 drängten Schaeffer seine Ansichten immer mehr in eine Außenseiterrolle. Die Umstände der Einigung, die allgemeine Bismarckbegeisterung und ein langsam sich ausbreitender Antisemitismus widersprachen seinen altliberalen Ansichten. Schaeffers Toleranz zeigte sich auch in der Selbstverständlichkeit, mit der er den ihm in seinen Anschauungen völlig entgegengesetzten nationalliberal gesinnten Gottlob Frege förderte.
Die letzten Lebensjahre Schaeffers waren von Enttäuschung begleitet. Seine Lehrveranstaltungen entsprachen immer weniger zeitgemäßen Ansprüchen. Beschwerden und Forderungen nach seiner Ablösung mehrten sich. Hinzu kamen körperliche Gebrechen und ein Schlaganfall. 1899 musste Schaeffer widerwillig sein Lehramt niederlegen. Anfang des Folgejahres verstarb er nach einem zweiten Schlaganfall.